# Papa Celestin

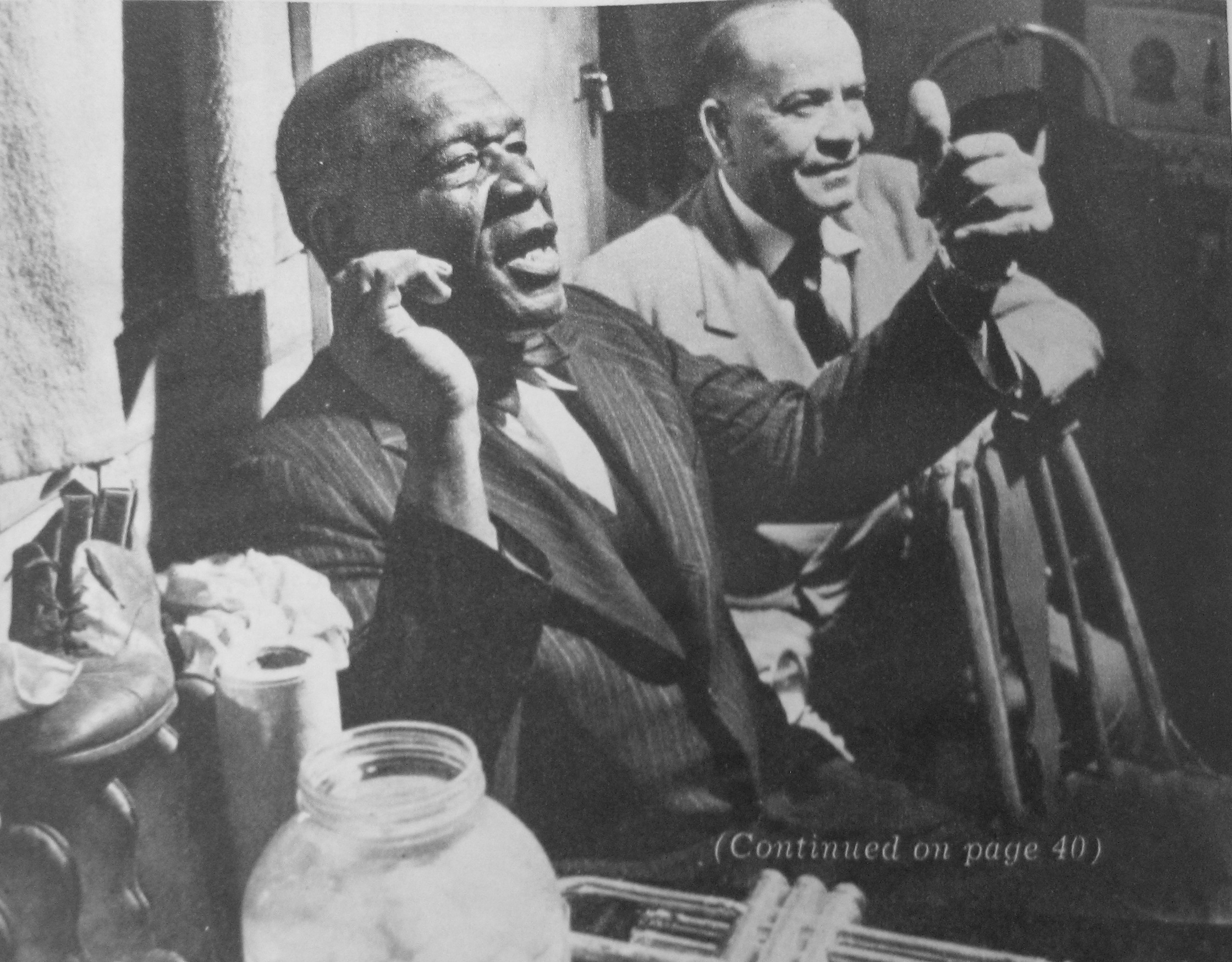
Papa Celestin (links) met klarinettist Alphonse Picou, in 1950 (foto: Stanley Kubrick)

Oscar "Papa" Celestin (Napoleonville, Louisiana, 1 januari 1884 - 15 december 1954) was een Amerikaanse jazz-bandleider, trompettist, kornettist en zanger. Hij was de leider van de Tuxedo Brass Band en was een van de groten in de jazz van New Orleans.

## Biografie
Celestin was de zoon van Creoolse ouders die op suikerriet-plantages werkten. Hij deed dat zelf ook, werd later kok en kocht van zijn verdiende geld oude muziekinstrumenten. Hij speelde aanvankelijk gitaar en trombone, maar stapte op een gegeven moment over op de kornet. Hij kreeg lessen van Claiborne Williams en speelde in het begin van de twintigste eeuw bij verschillende bands, voordat hij in 1904 naar New Orleans ging. Hier werkte hij onder meer bij de bands van Henry Allen sr. en Jack Carey. In die tijd was hij ook wel bekend als Sonny Celestin. Rond 1910 werd hij de leider van de huisband van de Tuxedo Dance Hall aan de rand van Storyville. Nadat de zaak na een schietpartij de deuren moest sluiten, ging Celestin verder met een groep onder de naam the Tuxedo: de groepsleden staken zich bij optredens ook in een tuxedo. Hij leidde het gezelschap met trombonist Ridgely en de groep werd een van de meest populaire bands in de omgeving. Ze traden op bij sociale evenementen, voor zowel blanken als 'zwarten'. In 1925 maakten ze hun eerste opnames, voor Okeh Records. In datzelfde jaar scheidden de wegen van Celestin en Ridgely na onenigheid en gingen de twee ieder verder met een eigen 'Tuxedo Band'. Celestin's Original Tuxedo Orchestra maakte in de tweede helft van de jaren twintig opnames voor Columbia Records. Naast deze groep leidde hij ook de Tuxedo Brass Band, een van de topgroepen van de stad. In die jaren werkten verschillende bekend geworden musici bij de Original Tuxedo Orchestra, zoals Louis Armstrong (1920, 1921), Jimmy Noone (1916), kornettist Joe Oliver, trompettist Mutt Carey en klarinettist Alphonse Picou. Enkele andere namen: Peter Bocage, Placide Adams, Gene Porter en Freddie Kohlman.
Door de gevolgen van de Grote Depressie moest Papa Clestin de muziek opgeven en ging hij werken in de scheepsbouw. Na de Tweede Wereldoorlog begon hij een nieuwe Tuxedo Brass Band, die zeer populair werd en gevierd als een (toeristische) topattractie in New Orleans. De groep trad vaak op in de Paddock Lounge in Bourbon Street in de French Quarter, speelde voor radio en televisie en maakte ook plaatopnames. In 1953 speelde hij met zijn band in het Witte Huis voor president Eisenhower. Tegen het einde van zijn leven werd hij beschouwd als een van de groten van de muziek van New Orleans. Na zijn dood liepen zo'n vierduizend mensen mee in de begrafenisoptocht. De Tuxedo Brass Band na zijn dood geleid door Eddie Pierson (tot 1958) en Albert "Papa" French.

## Discografie (selectie)
- 'The Battle of the Bands', Fairmont, 1950
- 'Marie Laveau', GHB Records, 1954
- 'Papa's Golden Wedding', Southland, 1954
- 'Recorded in New Orleans 1925-1928', Jazz Oracle, 2000
- '1950's Radio Broadcasts', Arhoolie, 1996
- 'Oscar Papa Celestin with Adolphe Alexander' (opnames 1950 en 1954), American Recordings, 2008